# Tarentola bischoffi
Tarentola bischoffi är en ödleart som beskrevs av  Ulrich Joger 1984. Tarentola bischoffi ingår i släktet Tarentola och familjen geckoödlor. Inga underarter finns listade i Catalogue of Life.